# MV Arctic Sunrise
El MV Arctic Sunrise és un vaixell trencaglaç utilitzat com a vaixell oceanogràfic i d'activisme per l'ONG ecologista Greenpeace. Fou adquirit el 1995 i actualment es troba registrat al port d'Amsterdam, Països Baixos.

## Història
Aquest vaixell va ser construït el 1975 a Noruega amb el nom Polarbjorn (os polar en noruec). I va ser operat per la companyia AS Vaagen Verft des d'aquest any fins al 1995 quan el va vendre a Greenpeace.

## Descripció
Aquest antic pesquer amb capacitat trencaglaç està registrat com a iot motonau, i el seu senyal de trucada és PCTK. Compta amb 28 lliteres i al buc hi caben 4 llanxes motores (dues de grans rígides i dues de petites inflables). Compta amb una heliport i instal·lacions per operar amb un helicòpter.

## Accions
L'Arctic Sunrise s'ha utilitzat en diverses campanyes de protesta i accions directes incloent la lluita contra la caça de balenes.
El gener de 2006 va impactar amb el vaixell balener japonès Nisshin Maru. Els dos vaixells van patir danys menors.
El juny de 2006 el govern de Saint Christopher i Nevis, al Carib, va impedir l'entrada del vaixell de Greepeace a les seves aigües al·legant motius de seguretat. Així va evitar les protestes contra la 58a reunió de la International Whaling Commission.